# Live Kreation
Live Kreation es un álbum en vivo de dos discos, por la banda alemana de thrash metal, Kreator. Lanzado en el 2003 por Steamhammer Records. Contiene 24 temas grabados en varios puntos durante la extensa gira de la banda entre 2001 a 2002. Una edición limitada digibook también fue lanzada con 36 páginas de lujo exclusivos a color. También fue lanzado como boxset que contiene otra edición limitada de 2CD, un póster y un DVD Live Kreation:Gloria Revisioned.

## Pistas
| Disco uno |                                    |          |  |
| N.º       | Título                             | Duración |  |
| 1.        | «The Patriarch»                    | 1:08     |  |
| 2.        | «Violent Revolution»               | 5:06     |  |
| 3.        | «Reconquering the Throne»          | 4:50     |  |
| 4.        | «Extreme Aggression»               | 4:09     |  |
| 5.        | «People of the Lie»                | 3:16     |  |
| 6.        | «All of the Same Blood (Unity)»    | 5:53     |  |
| 7.        | «Phobia»                           | 3:26     |  |
| 8.        | «Pleasure to Kill»                 | 2:48     |  |
| 9.        | «Renewal»                          | 3:59     |  |
| 10.       | «Servant in Heaven - King in Hell» | 5:08     |  |
| 11.       | «Black Sunrise»                    | 4:41     |  |
| 12.       | «Terrible Certainty»               | 4:45     |  |
| 13.       | «Riot of Violence»                 | 5:46     |  |
| 52:15     |                                    |          |  |

| Disco dos |                           |          |  |
| N.º       | Título                    | Duración |  |
| 1.        | «Lost»                    | 3:50     |  |
| 2.        | «Coma of Souls»           | 5:02     |  |
| 3.        | «Second Awakening»        | 4:50     |  |
| 4.        | «Terror Zone»             | 6:11     |  |
| 5.        | «Betrayer»                | 4:50     |  |
| 6.        | «Leave This World Behind» | 3:27     |  |
| 7.        | «Under the Guillotine»    | 4:48     |  |
| 8.        | «Awakening of the Gods»   | 3:17     |  |
| 9.        | «Golden Age»              | 4:38     |  |
| 10.       | «Flag of Hate»            | 3:22     |  |
| 11.       | «Tormentor»               | 3:55     |  |
| 45:70     |                           |          |  |

## Créditos
- Mille Petrozza - Canto, Guitarra, productor.
- Sami Yli-Sirniö - Guitarra
- Christian Giesler - Bajo eléctrico
- Jurgen "Ventor" Reil - Batería, coros en Riot of Violence
- Pit Bender - Ingeniero
- Jamie Cavenagh - Batería
- Peter Csodanczi - Guitarra
- Howard Davis - Batería
- Schlanky Jörg "Schrörg" Düsedau - Mánager del Tour
- Jason Engel - Mánager del Tour
- Andy Ernst - Comercialización
- Chris Gräf - Iluminación
- Andreas Marschall - Imagen de portada
- Martino Müller - Iluminación
- Derek Murphy - Ingeniero
- Phil Rasmussen - Guitarra
- Brain S. Reilly - Ingeniero
- Uwe Sabirowsky - Ingeniero
- Jörg Sahm - Iluminación
- Dirk Schelpmeier - Art Direction, Design
- Andy Sneap - Mixing
- Marc Vanvoorden - Batería
- Ulrich Weitz - Batería
- Scott Wilson - Comercialización
- Jörg Zaske - Mánager del Tour